# Дейотар (цар Пафлагонії)
Дейотар Філодельф (*д/н —6) — цар Пафлагонії у 31 до н. е.—6 роках.

## Життєпис
Син Кастора I, царя Галатії і Пафлагонії. Втім після його смерті у 36 році до н. е. династія втратила усі володіння, конфісковані триумвіром Марком Антонією. Лише у 31 році до н. е., готуючись до вирішального протистояння з Октавіаном, Антоній передав Дейотару північну Пафлагонію з містом Гангри. також надав понтійські міста Неаполь і Помпейомполь.
Але того року за посередництва римського консула-суфекта Марк Тіція, сприявши поразці військ Марка Антонія на суходолі. Внаслідок цього слідом за перемогою Октавіана у битві біля Акціума Пафлагонія була збережена за Дейотаром. Він оголосив свого сина Деотара II своїм співцарем задля зміцнення влади. Втім той помер у 27 році до н. е.
Про подальшу діяльність Дейотара Філадельфа замало відомостей. Він залишався вірним римському імператору. Служив надійною опорою римської влади в Малій Азії. Після смерті Дейотара у 6 році його царство було приєднано до Римської імперії.